# 長浜鴻緒
長浜 鴻緒（ながはま こお、2005年11月12日 - ）は、日本中央競馬会 (JRA) 美浦トレーニングセンター・根本康広厩舎所属の騎手である。
JRA競馬学校40期生。青森県おいらせ町出身。
常用外漢字の登録が認められていないJRAの規則に伴い、姓は「長浜」であるが、戸籍上の正式な表記は常用外漢字が含まれた「長濵鴻緒」である。

## 来歴

### 騎手デビューまで
2005年（平成17年）、青森県出身。自動車会社に勤務する競馬好きの父親の影響で、小学3年生の終わりからジョッキーの魅力を知り、4年生になった時に初めて馬に乗る。その後は十和田市馬事公苑で乗馬経験を積んだ。
その後、騎手を目指すなら美浦トレセンの乗馬苑で乗るのが良いだろうと考えた両親の進言で、小学5年生のときに一家で青森から美浦に転居。競馬学校入学を目指し、ジュニアチームに属して練習に励んだ。
2021年4月、騎手課程40期生として競馬学校に入学。同期には石神深道、柴田裕一郎、高杉吏麒、橋木太希、吉村誠之助がいる。
2024年2月に競馬学校を卒業。同年度の騎手免許試験に合格。同じ年に合格した騎手には前述の同期のほか、大江原比呂（競馬学校第39期）、坂口智康（調教助手からの転身）がいる。

### 2024年
2024年（令和6年）3月2日の第2回中山3日目1Rでオオゾラヒバリに騎乗しデビュー（16頭立て8番人気）し、結果は2着だった。デビューから4戦目となる同年3月9日の第2回中山5日目2Rでグリントグリッターに騎乗し、JRA初勝利を記録した（16頭立て4番人気）。
拠点を北海道に移した初年度の夏、2024年（令和6年）6月22日の第1回函館5日目8Rでオオゾラヒバリに騎乗した際、スタート直後に落馬し、首を負傷するものの、翌週には復帰。夏の函館開催・札幌開催を通じて10勝を挙げた。
2024年夏にはヤングジョッキーズシリーズに出場。トライアルラウンドの盛岡10Rと門別9R、ファイナルラウンドの園田10Rは1着と結果を残すも、合計ポイントは36ポイントと8位に終わった。
初年度は美浦所属のルーキージョッキーとしては最多となる19勝を挙げたほか、その優れた成績を収めた点が高く評価され、2024年度民放競馬記者クラブ賞を受賞した。

## エピソード
- 「鴻緒」という名前の由来は、舞台や興行で最後に登場して締める事を意味する慣用句である「トリを取る」から。母親が命名した[6]。
- 4人兄弟の長男である。次男が5歳年下、三男が6歳年下、四男は8歳年下である[16]。
- 目標としている騎手は柴田善臣騎手。技術だけでなく、人としても周りから尊敬され、長く騎手として活躍したいと語っている[2]。

## 成績
いずれもnetkeiba、競馬ブックより。2025年4月27日現在。

### 騎乗成績
|            | 日付         | 競馬場・開催     | 競走名    | 馬名             | 頭数 | 人気 | 着順 |
| ---------- | ------------ | ---------------- | --------- | ---------------- | ---- | ---- | ---- |
| 初出走     | 2024年3月2日 | 第2回中山3日目1R | 3歳未勝利 | オオゾラヒバリ   | 16   | 8    | 2    |
| 初勝利     | 2024年3月9日 | 第2回中山5日目2R | 3歳未勝利 | グリントリッター | 16   | 4    | 1    |
| 重賞初騎乗 |              |                  |           |                  |      |      |      |

### 年度別成績
| 年度     | 1着 | 2着 | 3着 | 着外 | 勝率 | 連対率 | 複勝率 | 表彰                         |
| -------- | --- | --- | --- | ---- | ---- | ------ | ------ | ---------------------------- |
| 2024年度 | 19  | 27  | 22  | 392  | .041 | .100   | .148   | 2024年度民放競馬記者クラブ賞 |
| 2025年度 | 14  | 14  | 14  | 192  | .060 | .120   | .179   |                              |
| 中央     | 33  | 41  | 36  | 584  | .048 | .107   | .159   |                              |
| 地方     | 4   | 3   | 0   | 21   | .142 | .250   | .250   |                              |

### 表彰
- 民放競馬記者クラブ賞[15]（2024年）